# Bhadrayyanahalli, Kollegal
Bhadrayyanahalli là một làng thuộc tehsil Kollegal, huyện Chamarajanagar, bang Karnataka, Ấn Độ.